# قسم (عمل)

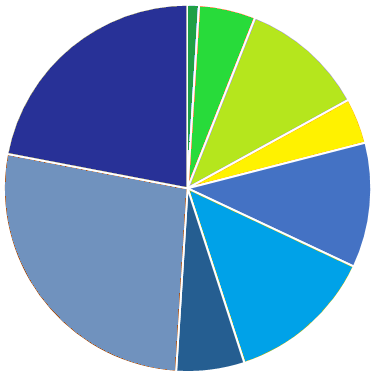
مخطط اقتصاد

قسم الأعمال، والذي يسمى أحيانًا قطاع الأعمال أو وحدة الأعمال، هو أحد الأجزاء التي يتم تقسيم الأعمال أو المنظمة أو الشركة إليها.

## نظرة عامة
الأقسام هي أجزاء مميزة من العمل. إذا كانت جميع هذه الأقسام جزءًا من نفس الشركة ، فإن هذه الشركة مسؤولة قانونًا عن جميع التزامات وديون الأقسام.
الشركات التابعة هي كيانات قانونية منفصلة ومتميزة لأغراض الضرائب والتنظيم والمسؤولية. لهذا السبب ، فهي تختلف عن الأقسام ، وهي أعمال مدمجة بالكامل داخل الشركة الرئيسية ، ولا تختلف عنها من الناحية القانونية أو بأي شكل آخر.
وأبرزت صحيفة هيوستن كرونيكل أن إنشاء قسم أسهل كثيرًا من تطوير الشركات الفرعية. ولأن القسم هو جزء داخلي من الشركة، وليس كيانًا منفصلاً تمامًا، فإن أصحاب الأعمال ينشئون ويضعون أقسامًا حسب رغبتهم. أيضًا ، نظرًا لأن الأفراد في كل قسم يتم توظيفهم في نفس الشركة ، فمن السهل تعديل التوظيف ليناسب هذا الإعداد.

## أنظر أيضا
- ماركة
- شركة تابعة